# Estado triplete

Ejemplos de átomos en estados singlete, doblete y triplete.

En física cuántica se denomina triplete a un sistema con tres posibles valores de espín. Puede consistir en un bosón W o Z con espín de valor 1, dos fermiones idénticos con espín 1/2, o más de dos partículas en un estado con espín total 1 (tales como los electrones en una molécula de oxígeno triplete). Un triplete de espín es un conjunto de tres estados cuánticos de un sistema, cada uno con spin total S = 1 (en unidades de {\displaystyle \hbar }).
En física, el espín es el momento angular intrínseco para un cuerpo, a diferencia del momento angular orbital, que es el movimiento de su centro de masa con respecto a un punto externo. En la mecánica cuántica, el espín es particularmente importante para los sistemas a escala atómica, tales como átomos individuales, protones o electrones. Tales partículas, además de otros sistemas mecánico-cuánticos poseen varias características poco comunes o no clásicas, y para tales sistemas, el momento angular de espín no se pueden asociar con la rotación, sino que en su lugar, se refiere sólo a la presencia de un momento angular.
Casi todas las moléculas que se encuentran en la vida diaria existen en un estado singlete, pero el oxígeno molecular es una excepción. A temperatura ambiente, el O2 existe en un estado triplete, lo que requeriría la transición prohibida a un estado singlete antes de que una reacción química pudiese comenzar, lo que hace que sea cinéticamente no reactivo a pesar de ser termodinámicamente un oxidante fuerte. La activación fotoquímica o térmica puede ponerlo en estado singlete, que es fuertemente oxidantes también cinéticamente.

## Dos partículas de espín 1/2
En un sistema con dos partículas de spin-1/2 –por ejemplo, el protón y el electrón en el estado fundamental del hidrógeno, medido sobre un eje dado–, cada partícula pueden o bien girar hacia arriba o hacia abajo, por lo que el sistema tiene cuatro estados básicos en total:
{\displaystyle \uparrow \uparrow ,\uparrow \downarrow ,\downarrow \uparrow ,\downarrow \downarrow }
Usamos los espines de cada partícula para etiquetar los estados básicos, donde la primera y segunda flecha en cada combinación indican la dirección de giro de la primera y la segunda partícula respectivamente. 
Más rigurosamente:
{\displaystyle |s_{1},m_{1}\rangle |s_{2},m_{2}\rangle =|s_{1},m_{1}\rangle \otimes |s_{2},m_{2}\rangle }
y puesto que para partículas de espín 1/2, los estados básicos {\displaystyle |1/2,m\rangle } abarcan un espacio de dimensión 2, los estados básicos {\displaystyle |1/2,m_{1}\rangle |1/2,m_{2}\rangle } abarcan un espacio de dimensión 4. 
Ahora el giro total y su proyección sobre el eje definido previamente se pueden calcular utilizando las reglas para sumar momento angular en mecánica cuántica utilizando los coeficientes de Clebsch-Gordan. En general:
{\displaystyle |s,m\rangle =\sum _{m_{1}+m_{2}=m}C_{m_{1}m_{2}m}^{s_{1}s_{2}s}|s_{1}m_{1}\rangle |s_{2}m_{2}\rangle }
Sustituyendo en los cuatro estados básicos:
{\displaystyle |1/2,+1/2\rangle \;|1/2,+1/2\rangle \ (\uparrow \uparrow )}
{\displaystyle |1/2,+1/2\rangle \;|1/2,-1/2\rangle \ (\uparrow \downarrow )}
{\displaystyle |1/2,-1/2\rangle \;|1/2,+1/2\rangle \ (\downarrow \uparrow )}
{\displaystyle |1/2,-1/2\rangle \;|1/2,-1/2\rangle \ (\downarrow \downarrow )}
Se obtienen los valores posibles de spin total dados junto con su representación en la base {\displaystyle |1/2,\ m_{1}\rangle |1/2,\ m_{2}\rangle }. Hay tres estados con spin total del momento angular igual a 1:
{\displaystyle \left.{\begin{aligned}|1,1\rangle &=\;\uparrow \uparrow \\|1,0\rangle &=\;(\uparrow \downarrow +\downarrow \uparrow )/{\sqrt {2}}\\|1,-1\rangle &=\;\downarrow \downarrow \end{aligned}}\;\right\}\quad s=1\quad \mathrm {(triplete)} }
Y un cuarto con el momento angular de espín total de 0.
{\displaystyle \left.|0,0\rangle =(\uparrow \downarrow -\downarrow \uparrow )/{\sqrt {2}}\;\right\}\quad s=0\quad \mathrm {(singlete)} }